# Ройал Энджинирс
Клуб футбола ассоциации «Ройал Энджинирс» (англ. Royal Engineers Association Football Club) — футбольный клуб, представлявший Корпус королевских инженеров Британской армии (отсюда прозвище «Саперы»). В 1870-е годы это был один из сильнейших клубов Англии, победитель Кубка Англии 1875 года и четырехкратный финалист этого турнира (в восьми первых розыгрышах). «Энджинирс» были пионерами комбинационной игры, в которой взаимодействие между партнерами по команде предпочтительнее индивидуальных действий.

## История

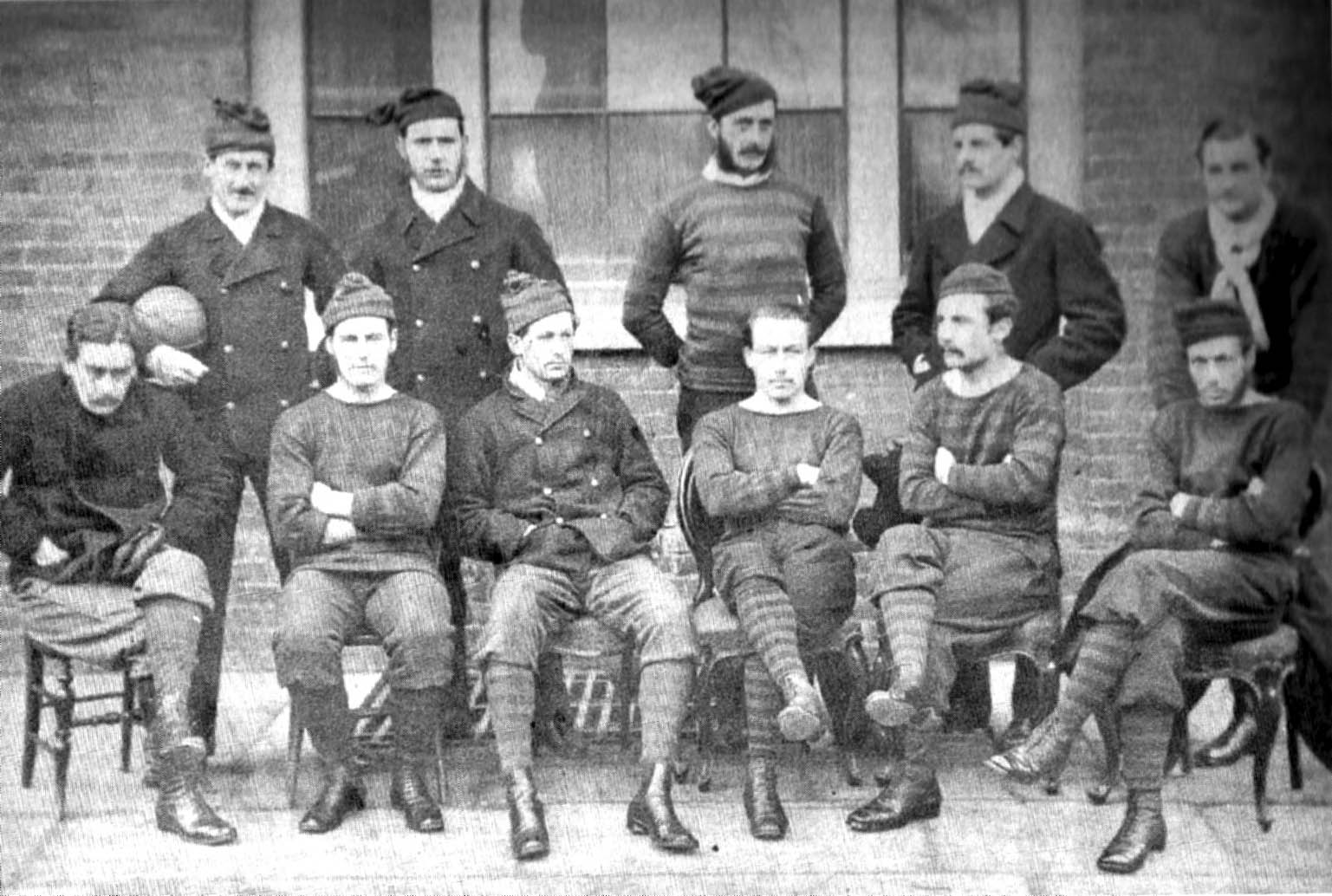
«Ройал Энджинирс» в 1872 году

Клуб был основан в 1863 году, его первым руководителем стал майор Фрэнсис Мариндин. Сэр Фредерик Уолл, секретарь Футбольной ассоциации в 1895—1934 годах, отметил в своих мемуарах, что «комбинационная игра» была впервые использована «Ройал Энджинирс» в начале 1870-х. Уолл писал, что «Саперы» двигались в унисон" и демонстрировали «превосходство комбинаций над старомодным индивидуализмом».
Отчеты о матчах того времени подтверждают, что пас использовался «Энджинирс» постоянно. Один из отчетов 1869 года гласит, что они «прекрасно взаимодействовали» и «открыли секрет футбольного успеха — оборона», тогда как их побежденные соперники «мучительно пытались взаимодействовать». Из отчета об игре 1870 года: «Лейтенант Кресуэлл, неожиданно внезапно остановившись у кромки, откатил мяч партнеру на том же фланге, который отправил его в ворота за минуту до конца матча». В феврале 1871 года, в матче против «Кристал Пэлэс», «лейтенант Митчелл великолепно прошел по левому флангу и отпасовал на лейтенанта Рича, который сместился в центр и забил очередной гол». В матче против «Уондерерс» в марте 1871 года их победа была добыта за счет «безукоризненной организации», причем, и атака, и оборона были «одинаково хорошо организованы». В матче с тем же соперником в ноябре 1871 года два гола были забиты после передач: Беттса на Кёрри и Баркера на Ренни-Тейлура. В феврале 1872 года, в матче против Вестминстерской школы, «Энджинирс» «блестяще взаимодействовали» и вестминстерцы вынуждены были уйти в глухую оборону.
«Энджинирс» приняли участие в первом розыгрыше Кубка Англии. В финальном матче на стадионе «Кенсингтон Овал» они уступили своим извечным соперникам «Уондерерс» 0:1. В следующий раз они играли в финале в 1874 году и снова уступили, на этот раз — команде Оксфордского университета.
«Ройал Энджинирс» были первой командой, отправившейся в турне. В 1873 году они посетили Ноттингем, Дерби и Шеффилд. В мемуарах Уолла говорится, что это турне продемонстрировало комбинационную игру Шеффилду и Ноттингему. В 1875 году «Энджинирс» выиграли Кубок, отпраздновав величайший триумф в своей истории. В финале с «Олд Итонианс» они сначала сыграли 1:1 (гол на счету Тейлура), а затем победили в переигровке 2:0 (голами отметились Тейлур и Стаффорд).
Победный состав:
Капитан У.Мерриман, лейтенанты Сим, Онслоу, Рак, фон Доноп, Вуд, Роусон, Стаффорд, Ренни-Тейлур, Мейн и Уингфилд-Стретфорд.
В последний раз в финал «Энджинирс» пробились в 1878 году, но вновь уступили «Уондерерс». Последнее их участие в розыгрыше Кубка приходится на сезон 1882/83, когда они в четвертом раунде уступили «Олд Картузианс».

### Последующие годы
Профессионализм пришел в футбол в 1880-е. Этот процесс оформился в 1888 году созданием Футбольной лиги. Тем не менее, в первые годы её существования «Энджинирс» были в числе тех любительских команд, кому по силам было обыграть профессионалов в товарищеском матче.
В 1888 году была образована Армейская футбольная ассоциация. Каждая команда представляла в ней батальон, а позднее — полк. Команда запасного батальона королевских инженеров смогла выиграть любительский Кубок Футбольной ассоциации в 1908 году. В 2012 году «Ройал Энджинирс» сыграли против «Уондерерс» на «Кенсингтон Овал», отметив 140-летний юбилей первого финала Кубка. В этот раз «инженеры» разгромили соперника 7:1.
Многие батальоны и полки Корпуса королевских инженеров отметились победами и участиями в финалах в Кубка Армейской футбольной ассоциации:
Батальон обслуживания

Победитель 1903, финалист 1904, 1905

Запасной батальон

Победитель 1907

Учебный батальон

Победитель 1937

Батальон Бартон-Стэйси

Победитель 1947

4-й Учебный батальон

Победитель 1950, 1957, 1958

4th Divisional Engineers

Победитель 1969

32-й Инженерный полк

Победитель 1970, финалист 1971

Учебный полк

Победитель 1980, финалист 1991, 1993

28-й (Амфибийный) Инженерный полк

Победитель 1981, 1990, 1991, 1992, 1993, 1994, 1996, 2000, 2001, 2002, финалист 1983, 1988

40-я Армейская инженерная группа поддержки

Финалист 1985

## Достижения
Кубок Англии

Победитель (1): 1875

Финалист (3): 1872, 1874, 1878

Любительский кубок Англии:

Победитель (1): 1908.